# Brevipalpus edwinae
Brevipalpus edwinae är en spindeldjursart som beskrevs av Baker 1949. Brevipalpus edwinae ingår i släktet Brevipalpus och familjen Tenuipalpidae. Inga underarter finns listade.